# Филимонова, Инна (сценаристка)
Инна Филимонова (настоящее имя и отчество — Зинаида Яковлевна) (18 декабря 1920, Москва, СССР — 22 ноября 2015, там же, Россия) — советская сценаристка и редактор кино.

## Биография
Родилась 18 декабря 1920 года в Москве.
В 1938 году поступила на сценарный факультет ВГИКа, который она окончила в 1943 году (мастерская Алексея Каплера). В 1943-1948 гг.  редактор и сценарист Сценарной студии Министерства кинематографии.
Написала ряд сценариев как для художественного, так и для научно-популярного и мультипликационного кино. Жила и работала в Москве по адресу Улица Черняховского, дом 2.
Лауреат Государственной премии Таджикской ССР 1964 года (в составе авторского коллектива) за фильм «Дети Памира».
Скончалась 22 ноября 2015 года в Москве.

## Фильмография

### Сценарист
- 1949 — Чудесный колокольчик
- 1954 — Соломенный бычок
- 1954 — Три мешка хитрости
- 1962 — Дети Памира
- 1968 — Как велит сердце
- 1970 — Третья дочь
- 1972 — Семург

## Публикации
- Фильмы-сказки: Сценарии рисованных фильмов: Выпуск 1. — М.: Госкиноиздат, 1950. — 208 с. — 15 000 экз. Зинаида Филимонова «Чудесный колокольчик» с.167
- Фильмы-сказки: Сценарии рисованных фильмов: Выпуск 4. — М.: Искусство, 1956. — 216 с. Зинаида Филимонова «Соломенный бычок».